# Памятник Севиль Газиевой
Памятник Севиль Газиевой установлен в Баку в сквере на улице Бакиханова, в парке, носящем имя «Сад Севиль» (около здания российского посольства). Севиль Газиева — первая женщина-механизатор на хлопкоуборочной технике.

## История
Памятник установлен в начале 1970-х годов. Скульптором обелиска стала Минаввар Рзаева, а архитектором Ш.Зейналов.
В 2002 году в рамках работ по благоустройству сквера, монумент также был реконструирован. По обеим сторонам памятника были установлены фонтаны.